# Dieue-sur-Meuse

Dieue-sur-Meuse este o comună în departamentul Meuse din nord-estul Franței. În 2010 avea o populație de 1.398 de locuitori.

## Evoluția populației
| An        | 1975  | 1982  | 1990  | 1999  | 2006  | 2010  |
| --------- | ----- | ----- | ----- | ----- | ----- | ----- |
| Populație | 1.333 | 1.474 | 1.471 | 1.415 | 1.382 | 1.398 |